# 徐堉峰
徐堉峰（1963年—），台灣昆蟲學家，苗栗縣人，現任教於國立臺灣師範大學生命科學系生態與演化組，以鱗翅目昆蟲研究並出版多本蝴蝶圖鑑而聞名。

## 學經歷
徐堉峰於國立臺灣大學植物病蟲害學系昆蟲組（該系已分拆為植物病理與微生物學系與昆蟲學系）獲得學士學位後，前往美國加州大學柏克萊分校就讀，並獲得昆蟲學博士學位。回到台灣後曾在國立彰化師範大學生物學系任教，1997年起在國立臺灣師範大學生命科學系任教至今。並曾經擔任日本蝶類學會學術副會長。

## 研究
系統學、演化學、昆蟲學、保育生物學、生物多樣性。
徐堉峰目前已發現夸父璀灰蝶等6種台灣特有種、特有亞種蝴蝶。

## 榮譽與獎項
2008年獲得日本蝶類學會「林賞」，是首位獲得該獎的非日本人。

## 著作
- 《昆蟲學概論》，徐堉峰，合記圖書出版社，2002年5月10日，ISBN 9789576668609
- 《台灣疑難種蝴蝶辨識手冊》，黃行七、呂晟智、徐堉峰，中華民國自然生態保育學會，2010年12月1日，ISBN 9789579043083
- 《鳳翼蝶衣: 海峽兩岸鳳蝶工筆彩繪》，楊平世、徐堉峰、侯陶謙、安英姬，國立臺灣大學出版中心，2012年1月1日，ISBN 9789860313925
- 《臺灣蝴蝶圖鑑（上）弄蝶、鳳蝶、粉蝶》，徐堉峰，晨星，2013年2月6日，ISBN 9789861776699
- 《臺灣蝴蝶圖鑑（中）灰蝶》，徐堉峰，晨星，2013年2月6日，ISBN 9789861776705
- 《臺灣蝴蝶圖鑑（下）蛺蝶》，徐堉峰，晨星，2013年3月13日，ISBN 9789861776682

## 外部連結
- 國立臺灣師範大學生命科學系徐堉峰網頁 （页面存档备份，存于）